# Cahaya Mas (Mesuji Makmur)
Cahaya Mas is een bestuurslaag in het regentschap Ogan Komering Ilir van de provincie Zuid-Sumatra, Indonesië. Cahaya Mas telt 6372 inwoners (volkstelling 2010).